# El Remolino, Tlalixcoyan
El Remolino är en ort i Mexiko.   Den ligger i kommunen Tlalixcoyan och delstaten Veracruz, i den sydöstra delen av landet, 300 km öster om huvudstaden Mexico City. El Remolino ligger 26 meter över havet och antalet invånare är 234.
Terrängen runt El Remolino är mycket platt, och sluttar österut. Runt El Remolino är det ganska tätbefolkat, med 56 invånare per kvadratkilometer. Närmaste större samhälle är Tlalixcoyan, 10,6 km nordost om El Remolino. Trakten runt El Remolino består till största delen av jordbruksmark.